# エベル・アラウージョ・ドス・サントス
エーベル (Héber) ことエーベル・アラウージョ・ドス・サントス（Héber Araújo dos Santos, 1991年8月10日 - ）は、ブラジル・ロンドニア州コロラド・ド・オエスチ出身のサッカー選手。石家荘永昌足球倶楽部所属。ポジションはFW（センターフォワード）。

## クラブ歴

### キャリア初期
フィゲイレンセFCでトップチームに昇格。コインブラECに移籍して以降は期限付き移籍でクラブを渡り歩いた。

### クロアチア
2016年にHNLのNKスラヴェン・ベルポに加入。翌年6月に同リーグのHNKリエカに45万ユーロで移籍。2年延長オプションつきの3年契約を締結した。

### アメリカ
2019年3月21日にMLSのニューヨーク・シティFCに移籍。レギュラーの座を掴み、加入初年度でチーム最多となるリーグ戦15得点を記録した。2020年9月23日のトロントFC戦で相手DFクリス・マヴィンガと交錯し、右膝前十字靭帯断裂の重傷を負う。翌年9月15日のFCダラス戦で81分にターレス・マグノに代わり投入され、約1年振りに公式戦で復帰した。
2022年12月30日、1年延長オプション付きの単年契約でシアトル・サウンダーズFCへ移籍することが発表された。40万ドルの移籍金に加え、成績に応じて15万ドルが上乗せされる。

### 中国
2024年2月29日、石家荘永昌足球倶楽部に移籍した。

## タイトル
クラブ
アラシュケルト
- アルメニア・プレミアリーグ : 2015-16

ニューヨーク・シティ
- MLSカップ : 2021
- カンペオネス・カップ（英語版）: 2022

個人
- アルメニア・プレミアリーグ得点王 : 2015-16（16得点）